# (5502) Brashear
(5502) Brashear  es un asteroide perteneciente al cinturón de asteroides, descubierto el 1 de marzo de 1984 por Edward Bowell desde la Estación Anderson Mesa, en Arizona, Estados Unidos.

## Designación y nombre
Brashear se designó inicialmente como 1984 EC.
Más adelante fue nombrado en honor al astrónomo y constructor de telescopios estadounidense John Brashear (1840-1920).

## Características orbitales
Brashear orbita a una distancia media del Sol de 2,6736 ua, pudiendo acercarse hasta 2,3372 ua y alejarse hasta 3,0100 ua. Tiene una excentricidad de 0,1258 y una inclinación orbital de 12,3290° grados. Emplea en completar una órbita alrededor del Sol 1596 días.

## Características físicas
Su magnitud absoluta es 12,9. Tiene 6,465 km de diámetro. Su albedo se estima en 0,321.